# Lucy Burns
Lucy Burns (Kings County, 28 luglio 1879 – Brooklyn, 22 dicembre 1966) è stata un'attivista e una suffragista per i diritti delle donne statunitense, nota per aver fondato il National Woman's Party insieme ad Alice Paul, della quale era una cara amica. Era un'appassionata attivista negli Stati Uniti e nel Regno Unito, che si unì alle suffragette militanti.

## Primi anni di vita e formazione
Lucy Burns nacque a New York da una famiglia Cattolica irlandese. Veniva descritta dalla collega, membro del National Woman's Party Inez Haynes Irwin come "una donna dalla duplice abilità. Parla e scrive con uguale eloquenza ed eleganza. [...] Mentalmente ed emotivamente, è veloce e calorosa. [...] Possiede un'intellettualità di prim'ordine, ma si spinge oltre con un'irlandese vincente che integra quell'intellettualità con grazia e fascino; una mobilità sociale di estrema sensibilità e rapidità."
Era una studentessa dotata e nel 1890 frequentò per la prima volta il Packer Collegiate Institute, quella che in origine era conosciuta come la Brooklyn Female Academy, come seconda scuola preparatoria. Il Packer Collegiate Institute si vantava di "insegnare alle ragazze a essere donne" ed enfatizzava l'educazione religiosa sostenendo ideali più liberali come educare "la mente all'abitudine di pensare con chiarezza e forza".
Incontrò anche uno dei suoi modelli di ruolo per tutta la vita, Laura Wylie, mentre ancora frequentava il Packer Collegiate Institute. La Wylie è stata una delle prime donne ad andare alla Yale University Graduate School. La Burns frequentò anche la Columbia University, il Vassar College e l'Università Yale prima di diventare insegnante di inglese.
Insegnò alla Erasmus High School di Brooklyn per due anni. Sebbene le piacesse il campo educativo, in genere trovava l'esperienza frustrante e voleva continuare i propri studi. Nel 1906, a ventisette anni, si trasferì in Germania per riprendere gli studi linguistici.
In Germania studiò presso le Università di Bonn e Berlino dal 1906 al 1909. Si trasferì poi nel Regno Unito, dove si iscrisse all'Università di Oxford per studiare inglese. Fu abbastanza fortunata da avere un background educativo molto ampio poiché suo padre, Edwards Burns, la sostenne e finanziò la sua istruzione internazionale.

## Inizio dell'attivismo
Le prime grandi esperienze di Burns con l'attivismo furono con i Pankhurst nel Regno Unito dal 1909 al 1912. Mentre frequentava la scuola di specializzazione in Germania, si recò in Inghilterra dove incontrò Emmeline Pankhurst e le sue figlie, Christabel e Sylvia. Fu così ispirata dal loro attivismo e carisma che abbandonò gli studi universitari per restare con loro e lavorare nella Women's Social and Political Union, un'organizzazione dedicata alla lotta per i diritti delle donne nel Regno Unito. Iniziò a vendere la loro newsletter Votes for Women e si unì a una protesta il 29 giugno 1909, dove fu arrestata.
Fu successivamente impiegata dalla Women's Social and Political Union come organizzatrice stipendiata dal 1910 al 1912. Mentre lavorava con i Pankhurst nel Regno Unito, si appassionò sempre più all'attivismo e partecipò a numerose campagne con la WSPU. Stupì una giovane Grace Roe, per essere venuta dall'America per sostenere il movimento, dicendo anche che era venuta a Londra per essere arrestata e che "era stato un onore molto importante". Uno dei suoi primi contributi importanti fu l'organizzazione di una parata a Edimburgo come parte della campagna in Scozia nel 1909. Fu l'organizzatrice della WSPU di Edimburgo per due anni.
Era un'attiva sostenitrice della campagna per boicottare il censimento del 1911; invitato le suffragette residenti e non residenti a Edimburgo a un grande raduno al Vegetaria Cafe della città la notte del censimento, in modo che non potessero essere registrate ufficialmente.

## Il carcere in Gran Bretagna

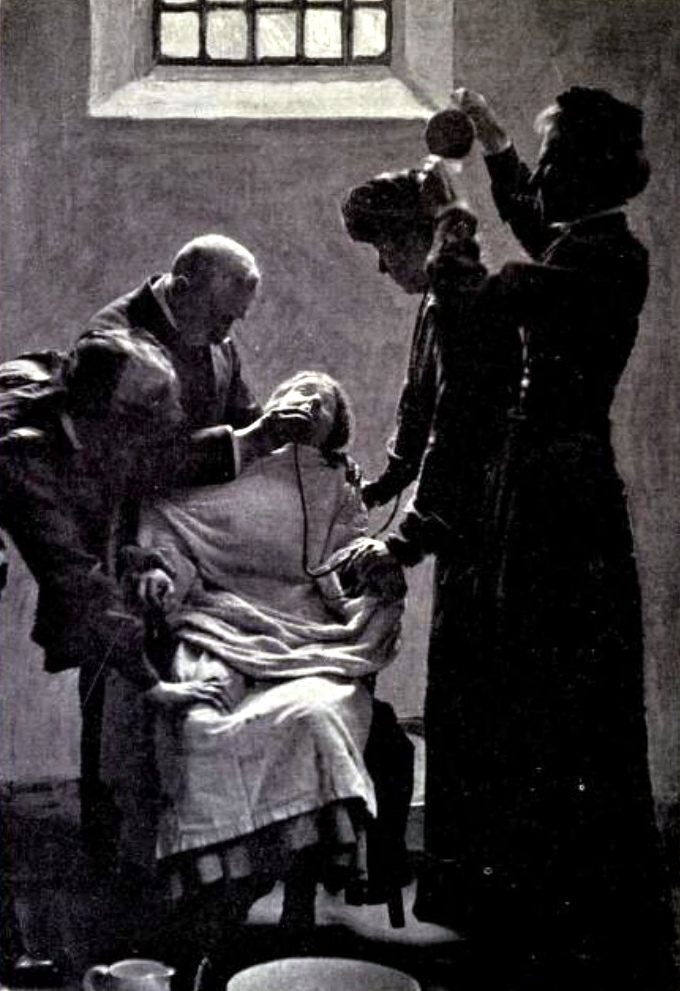
Suffragetta alimentata forzatamente in prigione

Burns era con Jennie Baines, Mary Leigh, Alice Paul, Emily Davison e Mabel Capper mentre cercavano di fermare una riunione di Limehouse sul bilancio di David Lloyd George. In una rissa con un alto ufficiale di polizia, la Burns fu descritta dal magistrato come "un pessimo esempio" e ottenne una condanna più severa. Sebbene la Burns non fosse un'oratrice molto conosciuta del movimento per i diritti delle donne, tenne una serie di discorsi nei mercati e agli angoli delle strade mentre era in Europa. Il suo attivismo portò a numerose apparizioni in tribunale e segnalazioni di "condotta disordinata" sui giornali. Nell'agosto 1909 si nascose con Adela Pankhurst, Alice Paul e Margaret Smith sul tetto della St Andrew's Hall di Glasgow, progettando di sfondare il tetto e interrompere un discorso politico del conte di Crewe di fronte a un pubblico di soli uomini. La Burns era di nuovo con Alice Paul ed Edith New e altre suffragette a Dundee cercando di entrare in una riunione politica di Herbert Samuel, MP, Cancelliere del Ducato di Lancaster. Impossibilitata ad ottenere l'accesso ruppe poi le finestre della stazione di polizia ed ebbe una condanna a dieci giorni, durante la quale lei e altri hanno fatto lo sciopero della fame, hanno danneggiato le celle e si sono rifiutati di lavorare in prigione. La Burns e la Paul furono coinvolte in una prodezza al ballo del Lord Mayor, mescolandosi con gli ospiti e poi avvicinandosi a Winston Churchill con uno striscione nascosto che gridava "Come puoi cenare qui mentre le donne muoiono di fame in prigione?" Ancora una volta ciò portò alla prigione, alla fame e all'alimentazione forzata.
La Burns aveva ricevuto una Medaglia "al valore" dello Sciopero della Fame dalla WSPU.

## Il rapporto con Alice Paul
Mentre lavorava con il WSPU, la Burns incontrò per la prima volta Alice Paul in una stazione di polizia di Londra. Entrambe le donne erano state arrestate per aver manifestato e la Paul si presentò quando notò che la Burns indossava una spilla con la bandiera americana sul bavero. Le donne discussero delle loro esperienze di suffragio nel Regno Unito e del movimento delle donne americane.
Entrambe erano legate dalla loro frustrazione per quella che consideravano l'inattività e la leadership inefficace del movimento per il suffragio americano di Anna Howard Shaw. Le loro passioni simili e il coraggio di fronte all'opposizione le fecero diventare rapidamente buone amiche. Entrambe le donne erano appassionate di attivismo e la lotta femminista per l'uguaglianza nel Regno Unito le ispirò a continuare la lotta negli Stati Uniti nel 1912.
La storica del suffragio Eleanor Clift paragona la collaborazione di loro due a quella di Susan B. Anthony ed Elizabeth Cady Stanton. La Cliift fa notare che "erano opposte nell'aspetto e nel temperamento ... dove la Paul sembrava fragile, la Burns era alta e sinuosa, l'immagine di una salute vigorosa. A differenza della Paul, che era intransigente e con cui era difficile andare d'accordo, la Burns era flessibile e disposta a negoziare. La Paul era la militante, la Burns la diplomatica."
Nonostante le loro nette differenze, Paul e Burns lavorarono insieme in modo così efficace che le loro seguaci spesso le descrivevano come dotate di "una mente e uno spirito". Tuttavia la Paul descriveva la Burns come "sempre più valorosa di me, circa mille volte più valorosa per natura".

## Associazione Nazionale Americana per il Suffragio Femminile
Al ritorno negli Stati Uniti, Paul e Burns aderirono all'Associazione Nazionale Americana per il Suffragio Femminile (NAWSA) come leader del suo Comitato Congressuale. Entrambe le donne ritenevano fondamentale ritenere il partito politico al potere responsabile di un emendamento al suffragio federale. Ritenendo responsabile un intero partito, credevano che i membri del Congresso sarebbero stati costretti ad agire o avrebbero rischiato di perdere i loro seggi. Questa tattica militante fu da loro presentata alla convention NAWSA del 1912 a Filadelfia ad Anna Howard Shaw e ad altri leader della NAWSA. I leader della NAWSA rifiutarono la loro proposta perché ritenevano prematura qualsiasi azione contro il Partito Democratico, che aveva appena vinto le elezioni presidenziali. Non disposte a fare marcia indietro senza combattere, la Burns e la Paul si avvalsero dell'aiuto di Jane Addams, una leader NAWSA molto rispettata e meno ortodossa, per presentare una petizione per la loro causa alle loro colleghe leader del NAWSA. Mentre le donne furono costrette ad attenuare la loro proposta, i leader della NAWSA autorizzarono una parata per il suffragio, che la Burns, la Paul e altri attivisti organizzarono come Corteo per il Suffragio Femminile del 1913, avvenuta il giorno prima dell'insediamento di Woodrow Wilson. L'unica clausola della NAWSA era che il Comitato congressuale di Paul e Burns non avrebbe ricevuto ulteriori finanziamenti dal NAWSA. Anche se loro due accettarono prontamente questa clausola, questo evento segnò l'inizio della loro divisione dal NAWSA.

## Unione del Congresso
A causa delle discussioni su tattiche e finanziamenti, la Burns e la Paul ritennero che sarebbe stato meglio se si fossero aggiunte al Comitato del Congresso della NAWSA e avessero formato un gruppo ancora associato alla NAWSA, ma con un proprio organo di governo. Questo nuovo comitato fu chiamato Congressional Union of the National American Women Suffrage Association. La Burns fu eletta all'unanimità membro esecutivo dell'Unione del Congresso della National American Women Suffrage Association. Nell'aprile 1913 la NAWSA decise che volevano prendere le distanze dal gruppo più radicale e non permettevano più che il loro nome fosse usato nel titolo, così l'Unione del Congresso della National American Women Suffrage Association fu ribattezzata semplicemente l'Unione del Congresso. Nonostante ciò la Burns e la Paul volevano ancora che l'Unione del Congresso fosse associata alla NAWSA, quindi chiesero che fosse considerata un'ausiliaria della NAWSA. All'Unione del Congresso fu concessa l'adesione ausiliaria, ma il rapporto rimase debole.
In aggiunta alle crescenti tensioni tra l'Unione del Congresso e la NAWSA, la Burns fece ancora una volta una proposta radicale alla convenzione NAWSA del 1913 a Washington, DC, un ultimatum: sostieni il nostro disegno di legge per il suffragio o faremo in modo che tu non venga rieletto. La Burns dichiarò: "L'inazione stabilisce un record altrettanto chiaro quanto una politica di aperta ostilità". Non avrebbe più sopportato l'apatia del Partito Democratico. La Burns era particolarmente infuriata con il presidente Wilson perché aveva detto loro che avrebbe sostenuto il Comitato per il suffragio, ma poi non aveva mai menzionato la sua promessa nel suo Discorso sullo stato dell'Unione. Quando una delegazione di donne della NAWSA cercò di incontrarlo per affrontare questo incidente e registrare la loro protesta, Wilson affermò di essere malato. Pochi giorni dopo Wilson rinnegò il suo voto di sostegno al suffragio e disse che non avrebbe imposto le sue opinioni private al Congresso.

La NAWSA sentiva di non poter più tollerare le tattiche radicali impiegate e sostenute dall'Unione del Congresso e voleva recidere ufficialmente i loro legami. La Paul e la Burns non volevano avviare un'organizzazione completamente separata che potesse potenzialmente rivaleggiare con la NAWSA e ostacolare i progressi nel movimento, quindi tentarono in numerose occasioni di avviare negoziati con i leader della NAWSA. Nonostante i loro sforzi, l'Unione del Congresso si separò ufficialmente dalla NAWSA il 12 febbraio 1914.

Lucy Burns lavora con l'Unione del Congresso

Molti predissero che questa scissione avrebbe arrecato un danno irreparabile alla campagna delle donne per il suffragio; i cinici non scoraggiarono la Paul e la Burns e iniziarono a pianificare la loro campagna contro i Democratici nell'estate del 1914. Oltre a confrontarsi con il Partito Democratico, la Burns e la Paul dovettero rivolgersi a membri scontenti all'interno della loro stessa organizzazione; alcune donne si lamentavano del fatto che l'Unione del Congresso fosse elitaria, autoritaria e antidemocratica. La Paul credeva che l'autorità centralizzata fosse fondamentale per raggiungere i propri obiettivi e operare in modo efficace, quindi non apportarono cambiamenti drastici; per placare i loro membri sollecitarono suggerimenti dichiararono: "Saremmo molto grate per qualsiasi piano costruttivo che possiate presentarci".
Mentre cercava di affrontare attacchi sia interni che esterni, l'Unione del Congresso lavorò per mantenere a galla l'emendamento Anthony nel 1914. L'emendamento Anthony, o Risoluzione Mondell, era un emendamento federale per il suffragio femminile e quello che alla fine sarebbe diventato il diciannovesimo emendamento. Dalla loro separazione dalla NAWSA, Ruth Hanna McCormick era diventata la presidente del Comitato congressuale della NAWSA. Senza consultare il consiglio di amministrazione della NAWSA, aveva approvato l'emendamento alternativo Shafroth-Palmer a loro nome. Ciò rappresentava un'enorme minaccia per il lavoro della Burns e della Paul, perché l'emendamento Shafroth, se approvato, avrebbe reso il suffragio una questione riservata ai diritti degli stati. Mentre la Burns, la Paul e altre donne sia dell'Unione del Congresso che della NAWSA si incontrarono per affrontare questo problema, la NAWSA alla fine rimase a sostegno dell'emendamento Shafroth e l'Unione del Congresso continuò la sua campagna per il suffragio federale.
La Burns fu la prima donna a parlare davanti ai delegati del Congresso nel 1914, quando l'emendamento Anthony finalmente uscì dalla commissione e alla Camera. Sebbene il suo discorso avesse principalmente lo scopo di preparare il terreno per Alice Paul, delineò anche i risultati dell'Unione del Congresso. Il fatto che sia stata la prima a parlare in un momento così critico per il suffragio federale mostra non solo il suo coraggio di fronte all'opposizione, ma quanto fosse rispettata dalle sue colleghe leader e suffragiste. I discorsi della Burns e della Paul erano incredibilmente importanti in quel momento nel movimento perché mostravano ai politici che le donne si sarebbero unite come blocco elettorale.
In seguito l'Unione del Congresso inviò due organizzatori in ciascuno dei nove stati in cui le donne avevano il diritto di voto. La Burns andò a San Francisco, in California, con la suffragista Rose Winslow. Organizzare le donne in questi stati non fu un compito facile e la raccolta di fondi adeguati risultò particolarmente problematica; si dice che la Burns abbia detto: "Se le donne qui, tuttavia, mi dessero solo i soldi che sono disposte a spendere per pranzi e cene, me la caverei egregiamente". La Burns diffuse il messaggio sul suffragio nei teatri, per le strade, andando di porta in porta e facendo circolare vignette e opuscoli. Al momento delle elezioni nel 1914 il Partito Democratico era diventato un critico estremamente esplicito dell'Unione del Congresso e alla fine l'Unione del Congresso rivendicò la responsabilità di cinque sconfitte democratiche.
Nel 1915 l'Unione del Congresso decise di impegnarsi per organizzarsi in ogni stato che non avesse già una filiale. L'obiettivo di questo piano era quello di continuare ciò che la loro campagna stato per stato del 1914 aveva iniziato e rendere il suffragio una questione nazionale con richiesta in ogni stato. Nel 1915 la Burns divenne anche direttore del quotidiano The Suffragist dell'Unione del Congresso. Durante questo periodo di tempo, NAWSA stava vivendo molti conflitti interni. Dopo la loro convenzione nel 1915 Anna Howard Shaw si dimise da presidente e molti credevano che questo sarebbe stato un momento per una potenziale riconciliazione tra l'Unione del Congresso e la NAWSA.
La Burns e la Paul incontrarono i funzionari della NAWSA e altre donne dell'Unione del Congresso al Willard InterContinental Washington a Washington, DC il 17 dicembre 1915. La NAWSA voleva che l'Unione del Congresso diventasse un'affiliata, ma avevano numerose richieste: l'Unione del Congresso voleva porre fine alla sua campagna antidemocratica e non intraprendere mai alcuna campagna politica in futuro. Queste richieste sono state considerate del tutto irragionevoli e l'incontro si concluse senza alcuna riconciliazione o possibilità di futuri tentativi.

## National Woman's Party
Dopo tutto il tumulto degli ultimi anni, Alice Paul annunciò un nuovo piano radicale per il 1916: voleva organizzare un partito politico femminile. La Burns sostenne categoricamente questo piano e il 5, 6 e 7 giugno 1916 al Blackstone Theatre di Chicago, i delegati e le donne elettrici si incontrarono per organizzare il National Woman's Party (NWP). La Burns e la Paul si impegnarono ad agire direttamente nella lotta per i diritti delle donne e in particolare per il loro diritto di voto. A loro si opposero suffragette più conservatrici che sostenevano tattiche meno militanti. I leader della NAWSA pensavano che le tattiche del National Woman's Party fossero futili e avrebbero alienato i Democratici favorevoli al suffragio. L'appartenenza al NWP era limitata alle sole donne emancipate e il loro unico obiettivo era promuovere un emendamento federale per il suffragio femminile.
La Burns svolse un ruolo importante nel National Woman's Party. Lavorò praticamente in ogni aspetto dell'organizzazione prima o poi. In particolare fu una delle principali organizzatrici, capo della lobby, redattrice di giornali, educatrice del suffragio, insegnante, oratrice, architetto della campagna degli striscioni, forza di raduno e simbolo del NWP. Nelle "scuole di suffragio" della Burns insegnò alle donne come condurre campagne automobilistiche, fare pressioni e lavorare con la stampa, cosa che continuarono durante la guerra. Era esperta nel lavorare con i media e forniva frequenti notiziari a duecento corrispondenti di notizie.
Il National Woman's Party portò dozzine di donne a picchettare la Casa Bianca a Washington, DC come le Silent Sentinels a partire dal gennaio 1917. Un'organizzazione bipartisan diresse i suoi attacchi all'ufficio del Presidente degli Stati Uniti, in questo caso, Woodrow Wilson. La Burns si oppose anche alla prima guerra mondiale, vedendola come una guerra guidata da uomini potenti che portò i giovani a essere arruolati e a dare la vita con poco scelta da parte loro. Durante la sua carriera con il National Woman's Party, la Burns era nota per avere un amaro senso dell'ingiustizia ed arrabbiarsi a causa delle azioni del presidente o degli americani apatici.

## La vita in una prigione americana

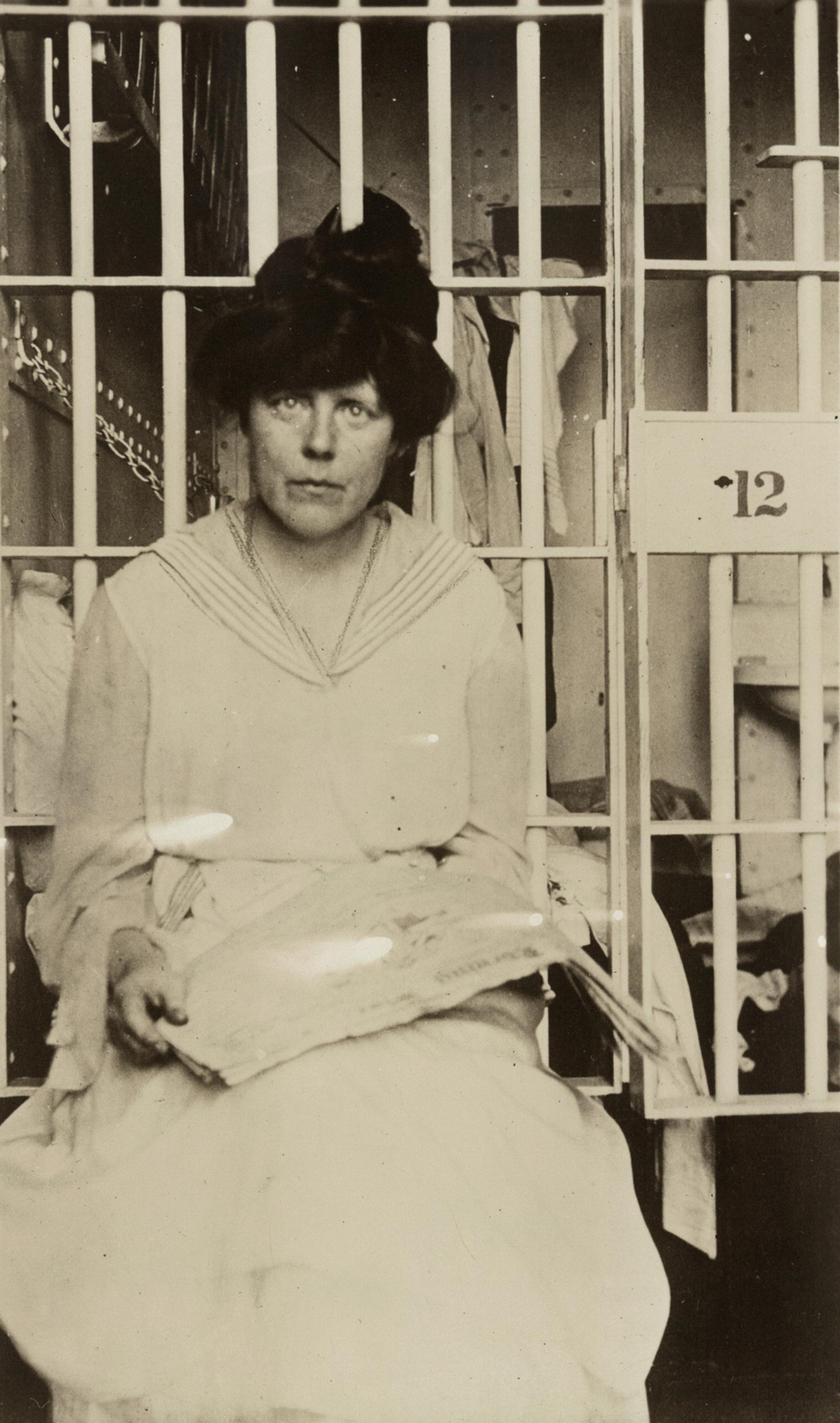
Lucy Burns in Occoquan Workhouse, Washington, DC

La Burns fu arrestata nel 1917 mentre picchettava la Casa Bianca e fu inviata a Occoquan Workhouse. In prigione, la Burns si unì ad Alice Paul e molte altre donne in sciopero della fame per dimostrare il loro impegno per la loro causa, affermando di essere prigioniere politiche. La Burns era preparata per gli scioperi della fame poiché vi aveva precedentemente partecipato ed era stata alimentata forzatamente in prigione in Gran Bretagna con la WSPU.  Essere imprigionata non fermò l'attivismo della Burns. Dall'interno della casa di lavoro organizzò proteste con altre detenute.
La Burns contribuì anche a organizzare e far circolare uno dei primi documenti che definivano lo status dei prigionieri politici. Questo documento descriveva i diritti dei prigionieri politici ed elencava le loro richieste per un avvocato, visite familiari, materiale per leggere e scrivere e cibo dall'esterno della prigione. Fu fatto circolare attraverso buchi nei muri fino a quando ogni prigioniera suffragista non l'ebbe firmato. Una volta che i funzionari della prigione si resero conto di ciò che la Burns stava facendo, la trasferirono in una prigione distrettuale e messa in isolamento.
Dopo che la Burns fu rilasciata fu rapidamente nuovamente arrestata per le continue proteste, i picchettaggi e le marce alla Casa Bianca. Al suo terzo arresto nel 1917, il giudice mirava a fare della Burns un esempio e le fu inflitta la pena massima. Ancora una volta prigioniera a Occoquan Workhouse, Lucy Burns sopportò quella che viene ricordata come la "Notte del terrore". Le donne furono trattate brutalmente e furono loro rifiutate le cure mediche. Per unire le donne la Burns cercò di chiamare l'appello e si rifiutò di fermarsi nonostante le numerose minacce delle guardie. Quando si resero conto che lo spirito di Lucy Burns non sarebbe stato spezzato facilmente, le ammanettarono le mani sopra la testa alla porta della sua cella e la lasciarono così per tutta la notte. La Burns era così amata e rispettata dalle sue compagne suffragette che le donne nella cella di fronte a lei tenevano le mani sopra la testa e stavano ferme nella stessa posizione. Nonostante il suo coraggio e le sue straordinarie capacità di leadership, l'onere di lavorare così diligentemente a volte infastidiva la Burns; una volta disse ad Alice Paul: "Sono così nervosa che non riesco a mangiare né dormire. Sono così codarda che dovrei essere una sarta di villaggio, invece di un'organizzatrice di partiti politici".
Dopo aver sopportato la tortura della "Notte del terrore", le donne si rifiutarono di mangiare per tre giorni. Le guardie cercarono di tentare le donne con il pollo fritto, ma questo fu visto solo come un insulto; la Burns disse alle altre donne "Penso che questa festa sfrenata che è appena passata dalle nostre porte sia l'ultimo sforzo dell'istituzione per far sloggiare tutte noi che possiamo essere sloggiate. Pensano che non ci sia niente nelle nostre anime al di sopra del pollo fritto".
Rendendosi conto che doveva essere fatto qualcosa di urgente o che potenzialmente avrebbe avuto prigioniere morte tra le mani, il direttore trasferì la Burns in un'altra prigione e disse alle donne rimaste che lo sciopero era finito. Ordinò anche che la Burns fosse alimentata forzatamente. La storica Eleanor Clift racconta che l'alimentazione forzata di Lucy Burns richiese "cinque persone per tenerla ferma e quando si rifiutò di aprire la bocca, le spinsero il tubo di alimentazione nella narice". Questo trattamento era estremamente doloroso e pericoloso, causando gravi emorragie nasali alla Burns. Tra le famose suffragette dell'epoca, la Burns trascorse la maggior parte del tempo in prigione.

## Spinta finale per il suffragio americano

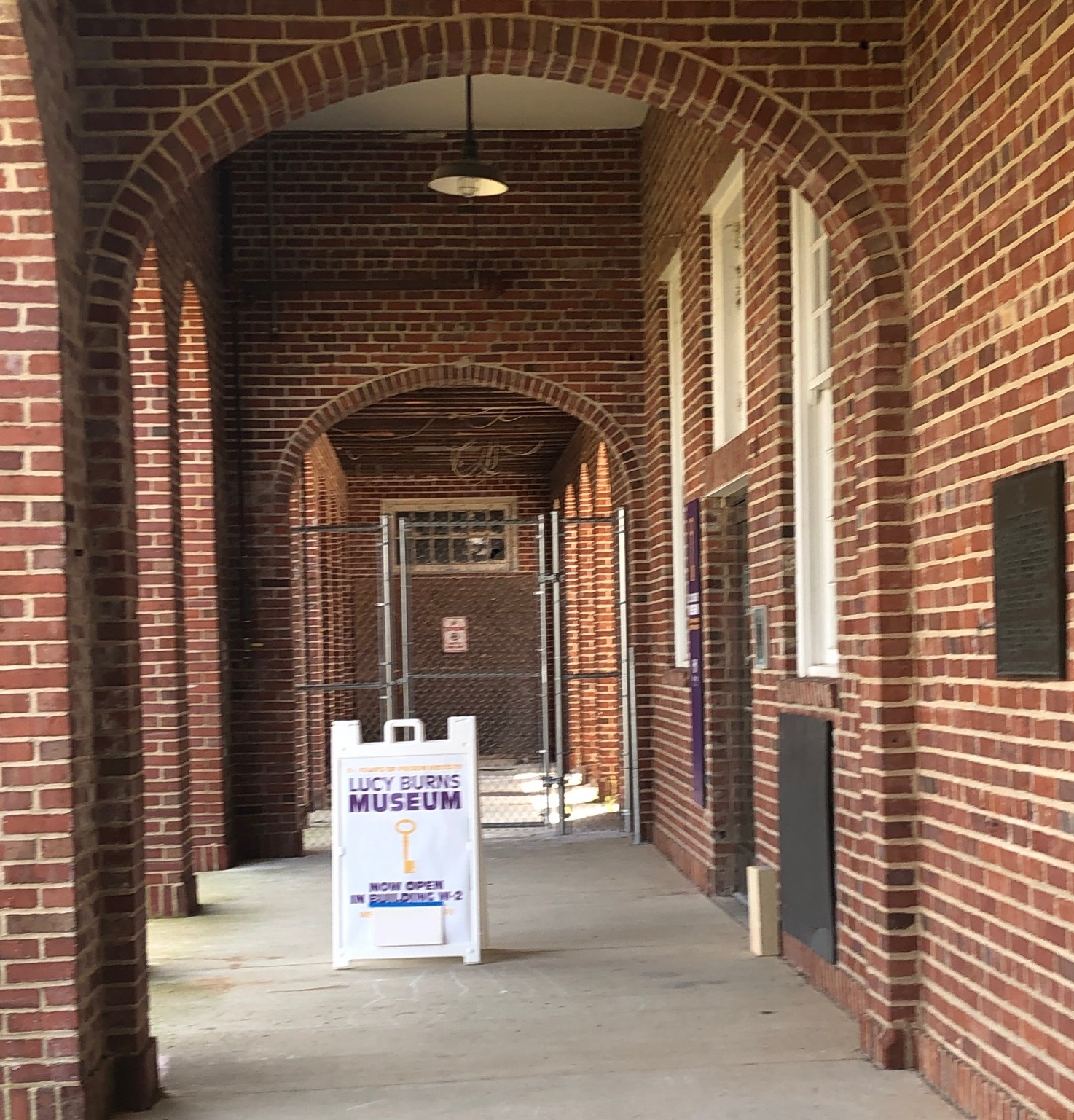
L'ingresso al Lucy Burns Museum all'Occoquan Workhouse in Virginia

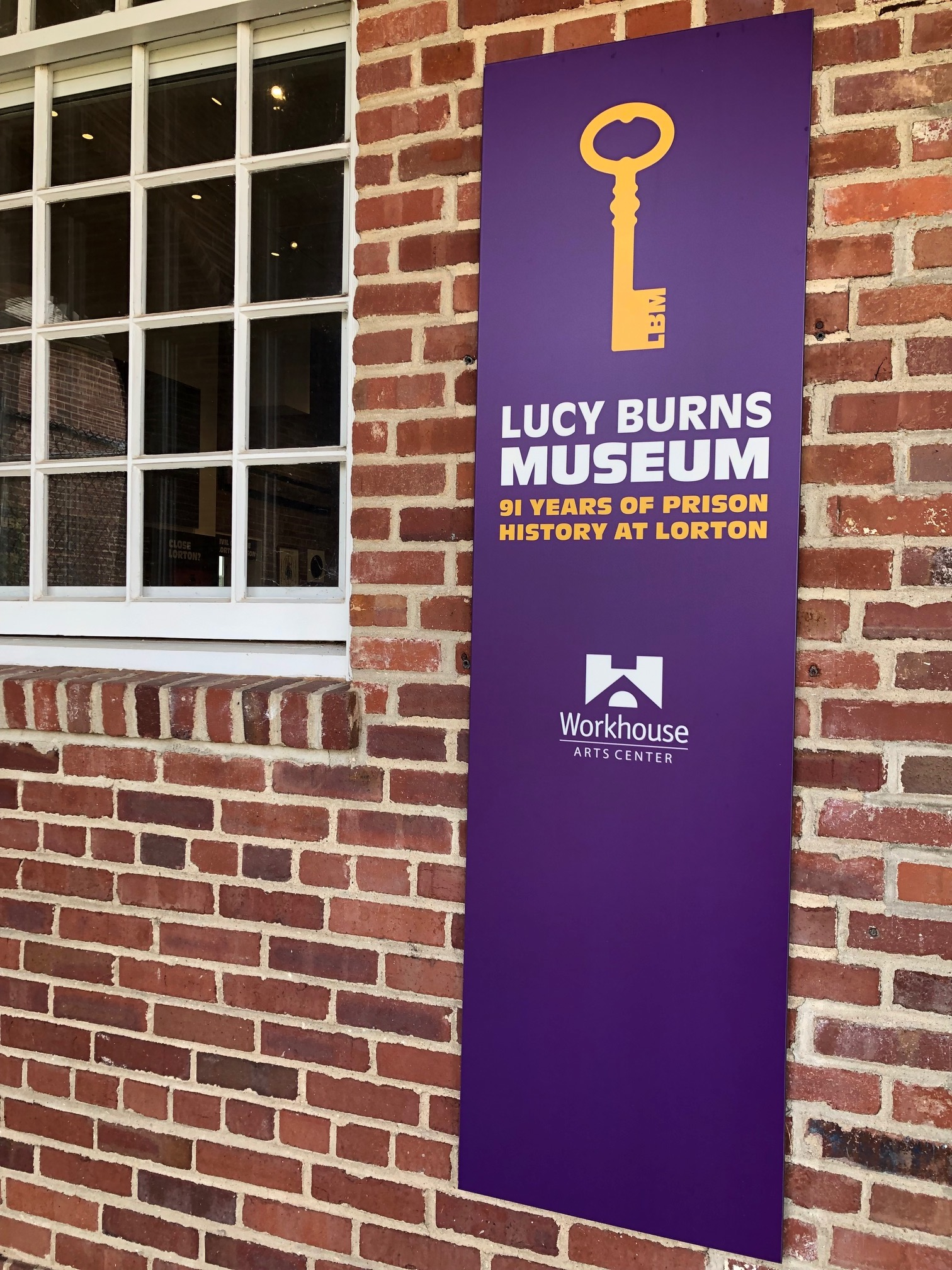
Il Museo Lucy Burns

La Burns e altre suffragette erano state informate dal presidente della commissione per il suffragio della Camera che la Camera non avrebbe approvato un emendamento sul suffragio prima del 1920. Con loro sorpresa, alla fine del 1917 fu annunciato che la Camera avrebbe preso una decisione il 10 gennaio 1918. L'emendamento passò alla Camera con un voto di 274 contro 136 e le donne del NWP, inclusa la Burns, iniziarono a lavorare sugli 11 voti aggiuntivi di cui avrebbero avuto bisogno per l'approvazione dell'emendamento al Senato. Purtroppo il 27 giugno 1918 il Senato non riuscì per poco a far passare l'emendamento.
La Burns e la Paul erano furibonde, ma dopo essersi avvicinate così tanto non c'era alcuna possibilità che si arrendessero ora. Ripresero le loro proteste alla Casa Bianca il 6 agosto 1918. Ancora una volta le donne furono incarcerate, esposte a condizioni orrende e rilasciate poco dopo. La loro attenzione si spostò quindi nel compito di aiutare i candidati a favore del suffragio ad essere eletti a novembre. Per la prima volta il NWP fu fedele a un partito piuttosto che a un altro; sostennro chiunque fosse disposto a sostenere il suffragio e questo costò ai Democratici la maggioranza al Congresso.
Con l'aumentare delle tensioni tra le suffragette e il presidente Wilson, questi si rese conto che bisognava fare qualcosa in fretta per porre fine alle proteste e agli scontri altamente pubblicizzati tra la polizia e le suffragette. Chiese che il Congresso si riunisse per una sessione speciale nel maggio 1919. Il 21 maggio la Camera dei Rappresentanti approvò l'emendamento Susan B. Anthony da 304 a 89 e il 4 giugno il Senato lo approvò da 66 a 30. Sorprendentemente le suffragette furono molto calme all'annuncio di questa vittoria. La battaglia delle suffragette non era ancora finita; dovevano ancora assicurarsi che la maggioranza dei tre quarti degli stati, che allora erano 48, ratificasse l'emendamento. Alla fine, il 18 agosto 1920, il Tennessee divenne il trentaseiesimo stato a ratificare l'emendamento Anthony e la ricerca della Burns per il suffragio federale era finalmente terminata.
A questo punto la Burns era totalmente esausta e disse: "Non voglio fare altro. Penso che abbiamo fatto tutto questo per le donne e abbiamo sacrificato tutto ciò che possedevamo per loro; ora lasciamo che combattano per questo ora. Non combatterò più." Tutto il suo tempo trascorso in prigione e le esperienze come suffragista l'avevano lasciata amareggiata nei confronti delle donne sposate e di altri che non avevano mosso un dito durante il movimento per il suffragio. Dopo che le donne degli Stati Uniti ebbero ottenuto il diritto di voto, la Burns si ritirò dalla vita politica e si dedicò alla Chiesa cattolica e alla nipote orfana.  Morì il 22 dicembre 1966 a Brooklyn, New York.

## Eredità
Alla Burns è stata dedicata postuma e premiata dalla National Women's History Alliance nel 2020.

### Iron Jawed Angels
Nel 2004 la HBO Films ha trasmesso Angeli d'acciaio, che racconta il movimento per i diritti di voto di Lucy Burns, Alice Paul e altre suffragette. La Burns è stata interpretata dall'attrice australiana Frances O'Connor.

### Lucy Burns Institute
Il Lucy Burns Institute, un'organizzazione educativa senza scopo di lucro con sede a Madison, nel Wisconsin, è intitolato alla Burns.

### Lucy Burns Museum
Il Lucy Burns Museum è stato aperto al pubblico il 25 gennaio 2020, con un gala di apertura il 9 maggio 2020, a Lorton, Virginia, nell'ex sito dell'Occoquan Workhouse, chiamato anche Lorton Reformatory, dove ebbe luogo la "Notte del terrore". Le mostre commemorano l'attivismo e i sacrifici delle suffragette, chiamate anche Silent Sentinels.

## Galleria d'immagini

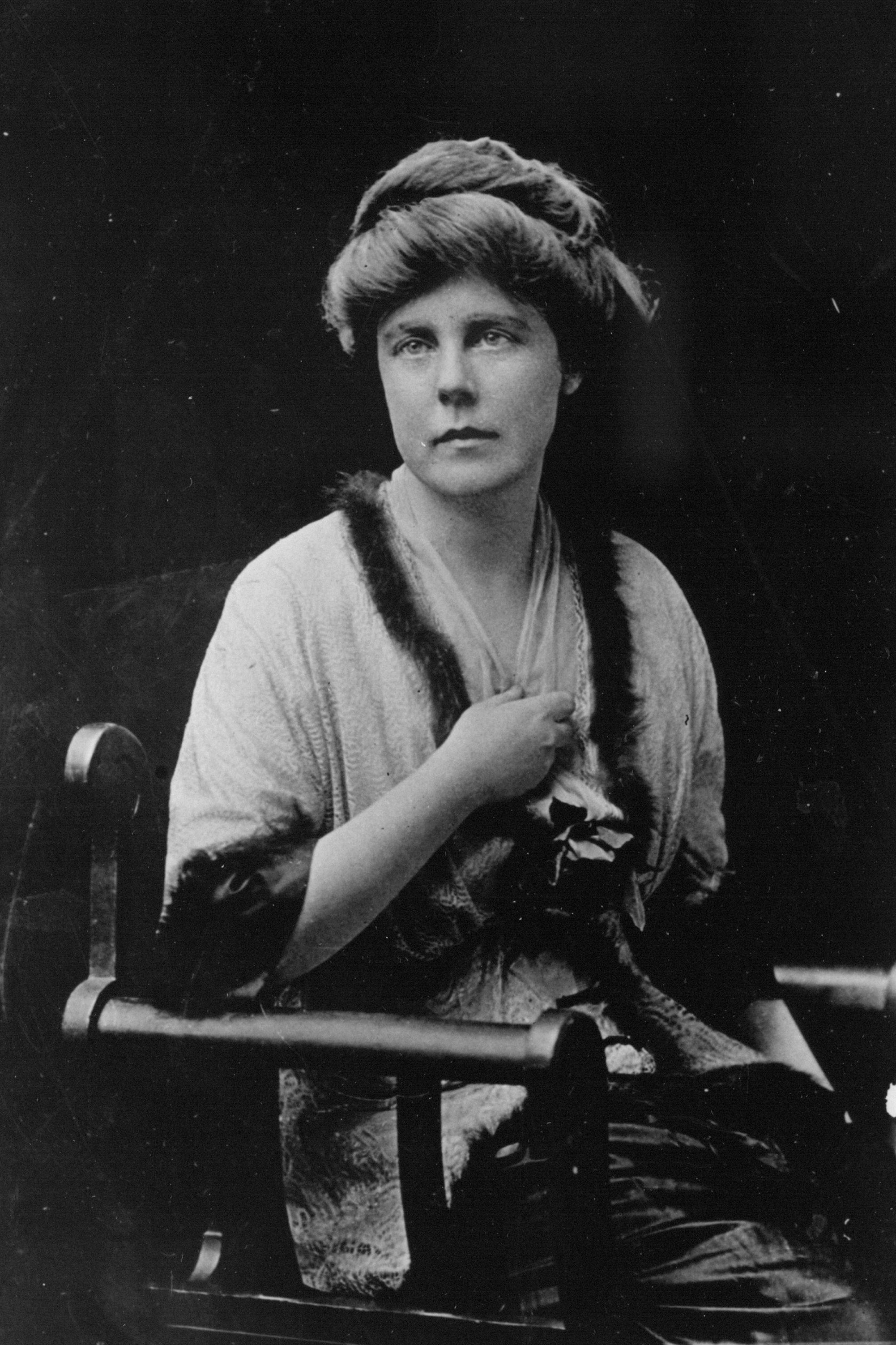
Lucy Burns, vicepresidente dell'Unione del Congresso, 1913
Lucy Burns
Lucy Burns, a sinistra, con Mrs. Emmeline Pankhurst
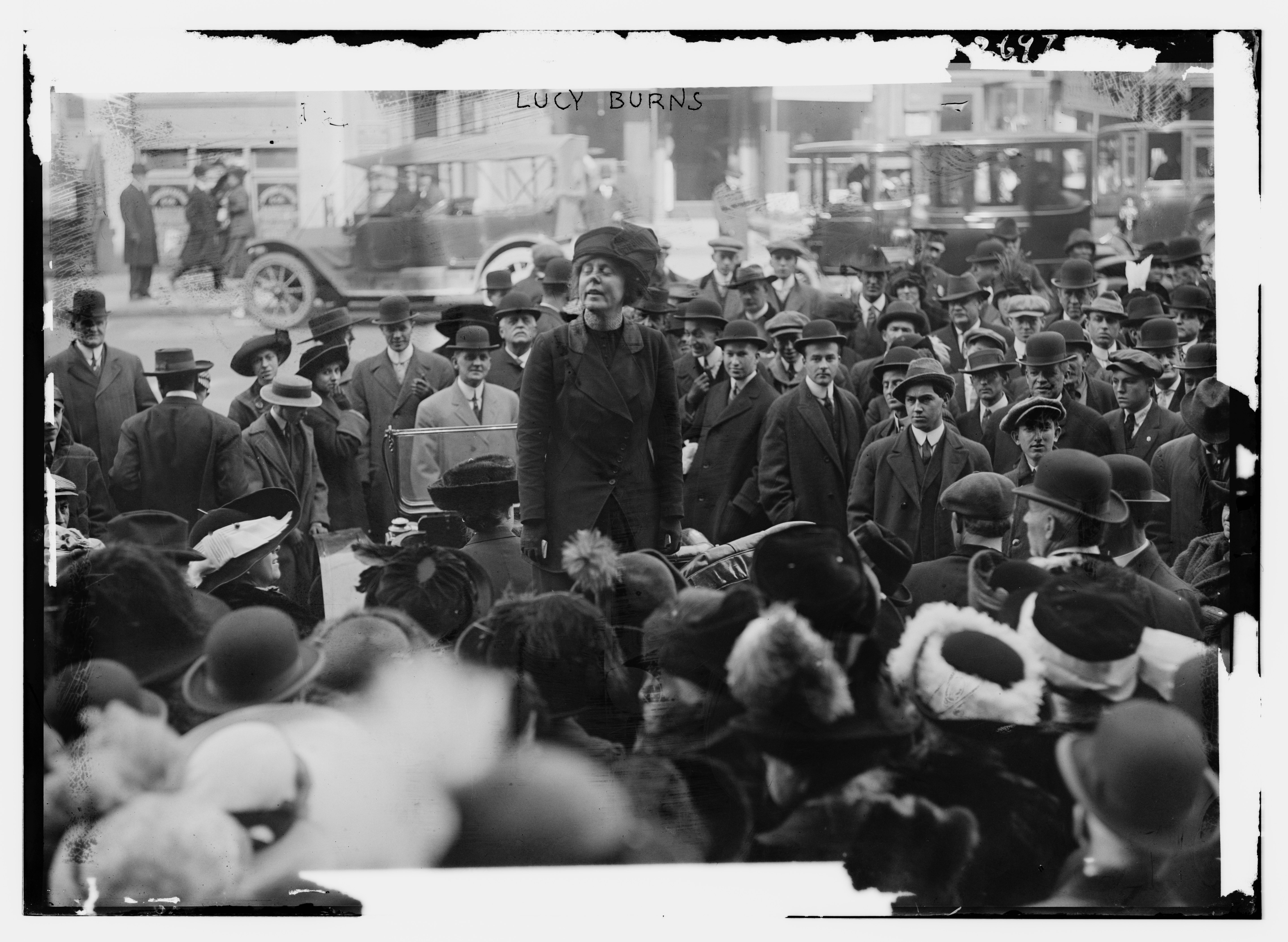
Divisione stampe e fotografie della Library of Congress Washington, DC
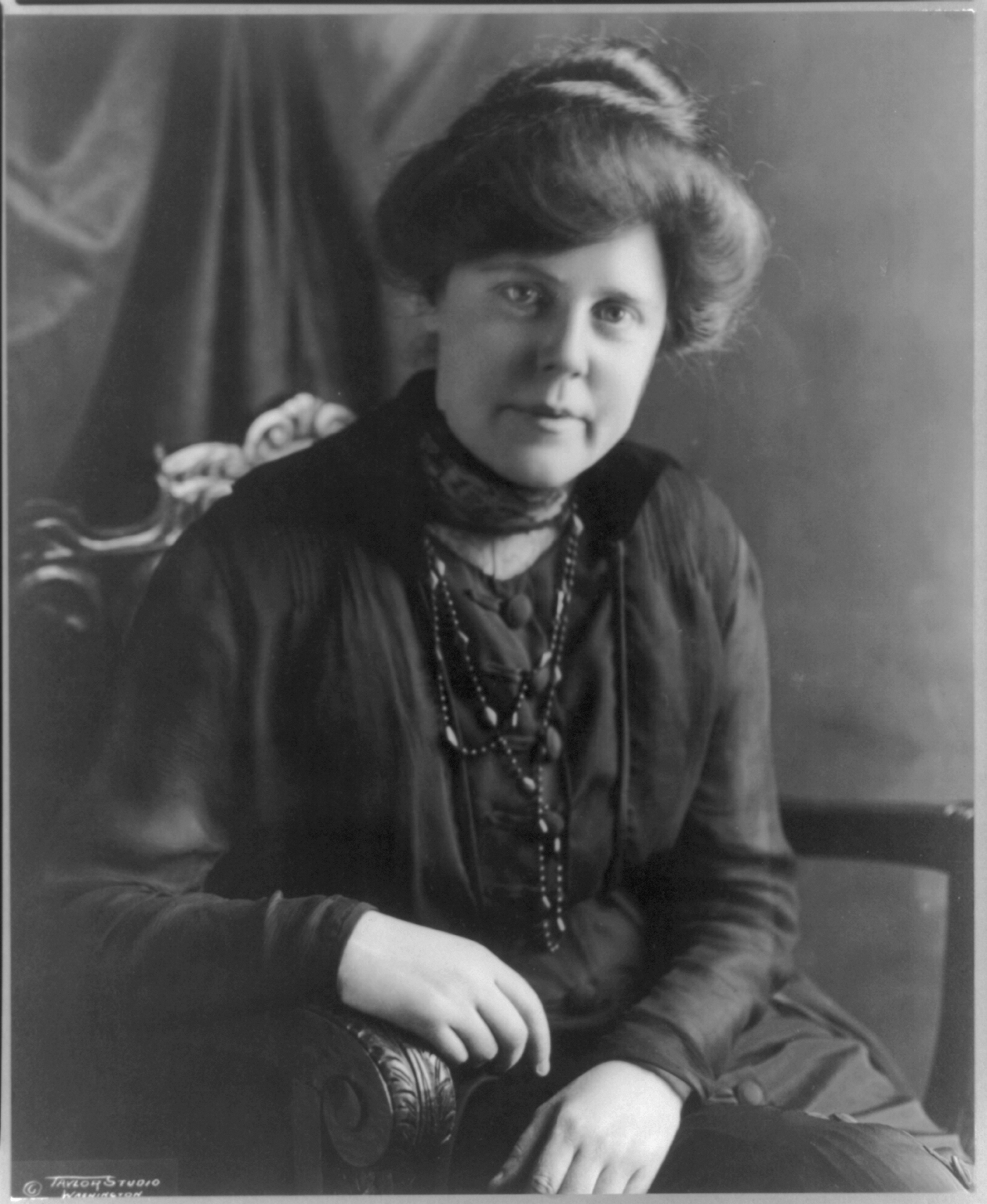
Lucy Burns, ritratto a mezzo busto, seduta
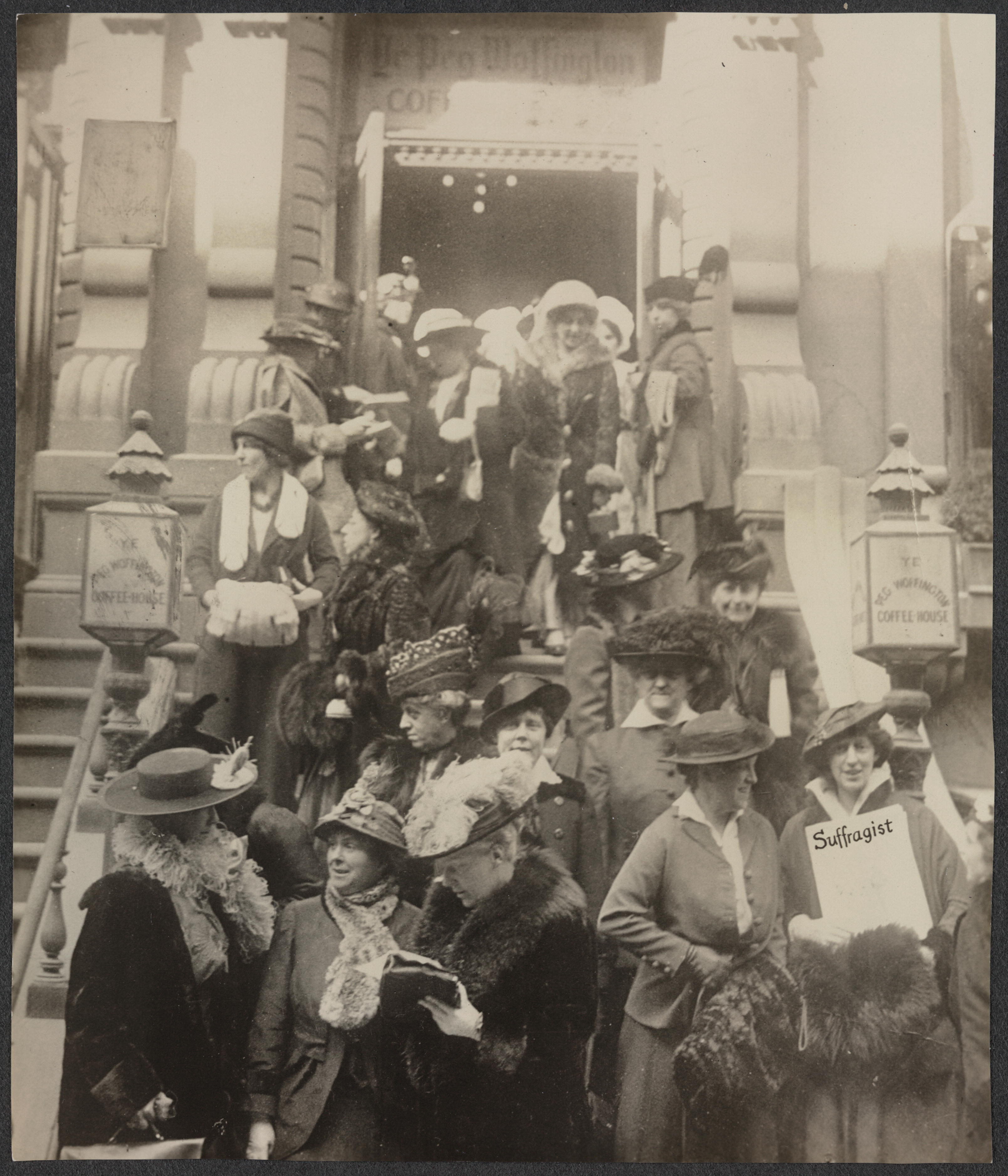
Incontro al Coffee House, New York
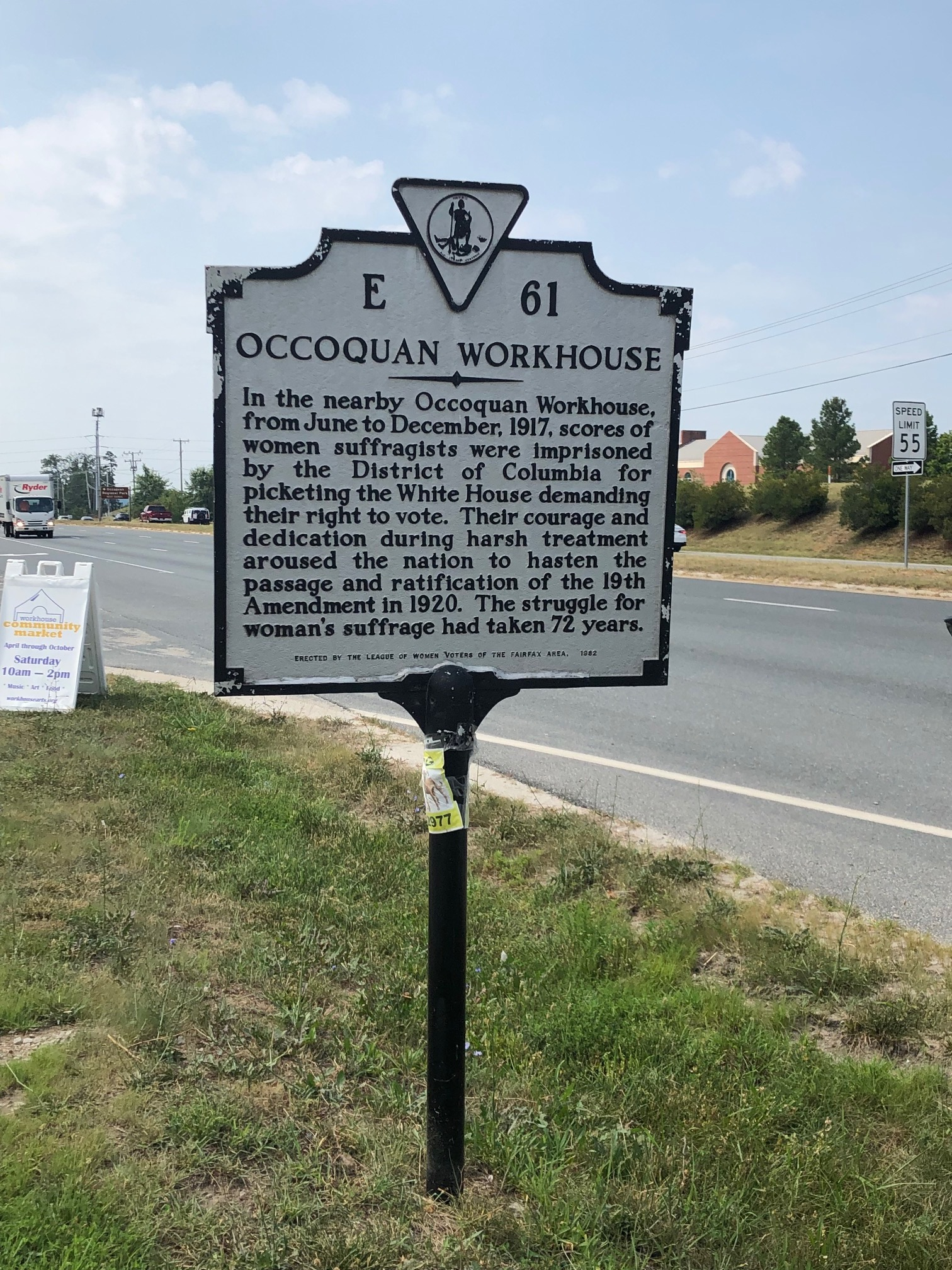
Un segnale storico di fronte all'Occoquan Workhouse in Virginia
Base di unione del gruppo di suffragio